# Neal Brizan
Neal Brizan, né le 1er novembre 1969, est un arbitre trinidadien de football, qui officie depuis 2002.

## Carrière
Il a officié dans des compétitions majeures : 
- Gold Cup 2005 (1 match)
- Gold Cup 2007 (2 matchs)
- Gold Cup 2009 (2 matchs)
- Gold Cup 2011 (1 match)